# Sven Brieger
Sven Brieger (* 17. Oktober 1960 in Berlin) ist ein deutscher Synchronsprecher und Schauspieler.

## Leben
Sven Brieger begann 1989 bei Lufthansa Systems als Softwareentwickler und war dort 24 Jahre lang als Projekt-, Programm- und Portfoliomanager, Airline Consultant und Team- und Bereichsleiter im Bereich Operations Control tätig. Er leitete u. a. Projekte für die Fluggesellschaften Lufthansa Cargo, Crossair (heute Swiss) und Norwegian.
Ab 2007 hatte er erste Auftritte in Kurzfilmen, ab 2011 absolvierte er Sprechtrainings und Schauspielunterricht, u. a. bei Katharina Koschny, Karin Seven, Joachim Kunzendorf, Hendrik Martz und Jim Walker. Im Jahr 2013 verließ er den Lufthansa-Konzern und machte das Schauspiel zu seinem beruflichen Lebensmittelpunkt.

## Synchronrollen (Auswahl)

### Filme
- 2015: We Are Still Here – Haus des Grauens – Larry Fessenden als Jacob Lewis
- 2015: Stonewall – Mark Camacho als Fat Tony
- 2015: Terminator: Genisys – Gregory Alan Williams als Detective Harding
- 2016: 13 Hours: The Secret Soldiers of Benghazi – Demetrius Grosse als Dave Ubben
- 2016: Der unsichtbare Gast – Manel Dueso als Inspector Milan
- 2017: Bright – Happy Anderson als Montehugh
- 2017: I, Tonya – David Letterman als er selbst
- 2018: Bird Box – Schließe deine Augen – Pruitt Taylor Vince als Rick
- 2018: Black Panther – Forest Whitaker als Zuri
- 2018: Predator – Upgrade – Mike Dopud als Dupree
- 2018: Mamma Mia! Here We Go Again – Omid Djalili als Zollbeamter
- 2018: Chaos im Netz – Timothy Simons als Butcher Boy
- 2018: Ein Becken voller Männer – Jean-Hugues Anglade als Simon
- 2019: Joker – Glenn Fleshler als Randall
- 2019: Doctor Sleeps Erwachen – Robert Longstreet als Barry
- 2019: Arctic Dogs – Alec Baldwin als PB
- 2020: Knives Out – Mord ist Familiensache – Gary Tanguay als Nachrichtensprecher
- 2020: The Gentlemen – David Garrick als Dave
- 2020: Bad Boys for Life – Happy Anderson als Jenkins
- 2020: Bloodshot – Jóhannes Haukur Jóhannesson als Nick Baris
- 2020: Da 5 Bloods – Delroy Lindo als Paul
- 2020: The Devil All the Time – David Atkinson als Earskell
- 2021: Geheimes Magieaufsichtsamt – Mike Pollock als Premierminister
- 2021: The Little Things – Denzel Washington als Joe „Deke“ Deacon
- 2021: Halloween Kills – Robert Longstreet als Lonnie Elam
- 2021: Der Wunschdrache – Will Yun Lee als Herr Wang
- 2023: Der Super Mario Bros. Film – Eric Bauza als Toad-General
- 2024: The Equalizer 3 – Denzel Washington als Robert McCall

### Serien
- 2015: Sneaky Pete – Brad William Henke als Brendon
- 2015: Marvel’s Jessica Jones – Clarke Peters als Oscar Clemons
- 2015–2018: Janette Oke: Die Coal Valley Saga – Garwin Sanford als William Thatcher
- 2016–2023: Billions – Paul Giamatti als Chuck Rhoades
- 2016–2018: Westworld – Steven Ogg als Rebus
- 2016: Das Königreich der Anderen – Jerald Sokolowski als Edgar der Große
- 2016: Feed the Beast – Michael Gladis als Patrick Woichik
- 2016–2017: Maggie & Bianca Fashion Friends – Walter Leonardi als Zio Max
- 2016–2021: Queen of the South – Hemky Madera als Pote Galvez
- 2017: El Chapo – Gerardo Florez als Tony Tormenta
- 2017–2018: Story of Andi – Stoney Westmoreland als Henry Mack
- 2017–2024: Young Sheldon – Doc Farrow als Roy Wilkins
- 2018: Hard Sun – Joplin Sibtain als Herbie Sarafian
- 2018: A.I.C.O. Incarnation – Daisuke
- 2019: Chernobyl – Fares Fares als Bacho
- 2019: Love, Death & Robots – Nolan North als Dave Dvorchack
- 2019: Ninjago – Zach LeBlanc als Omega
- seit 2019: DreamWorks Dragons: Die jungen Drachenretter – Carlos Alazraqui als Duggard
- 2021: The Crew – Gary Anthony Williams als Chuck Stubbs
- seit 2021: Monster bei der Arbeit – John Goodman als James P. Sullivan
- 2021–2024: Der Geist und Molly McGee – Jordan Kleeper als Pete McGee
- seit 2023: American Dad – Seth MacFarlane als Stan Smith
- 2023: What If…? – Jeff Bergman als Odin (2 Episoden, Stimme)
- seit 2023: NCIS: Sydney – William McInnes als Dr. Roy 'Rosie' Penrose

### Videospiele
- 2025: Assassin’s Creed Shadows – Oda Nobunaga

## Filmografie (Auswahl)
- 2010: Hanna – Folge deinem Herzen, ZDF/Grundy, als Konditor Heidl (NR)
- 2010: Meine wunderbare Familie, ZDF/Grundy, als Mitarbeiter Rösterei (NR)
- 2013: Aber wo die Sonne scheint, Kurzfilm, als Günter (HR)
- 2014: Von einem, der auszog, das Fürchten zu lernen, ARD/Bremedia, als Thronwache (NR)
- 2014: Die Seite der Anderen, Kurzfilm / LaPama, als Offizier Rabow (NR)
- 2015: Verbrechen aus Leidenschaft, RTL, als Kommissar Hajo Brenner (HR)
- 2016: Praxis mit Meerblick, ARD/dageto, als Kapitän Bogdanowitsch (NR)
- 2016: Ein starkes Team: Nathalie, ZDF/UFA, als Pokerspieler (NR)